# Nick Hits
Nick Hits fue un bloque de televisión nocturno, transmitido por la cadena Nickelodeon Latinoamérica y Nickelodeon Brasil desde el 4 de julio de 2009 hasta el 5 de abril de 2010. Emitía aquellos Nicktoons clásicos y otros más recientes que ya no tenían lugar en la programación habitual del canal. Desde su cierre, algunas de las series fueron trasladadas al bloque Nick at Nite.

## Historia
Nick Hits se estrenó en Latinoamérica el 4 de julio de 2009, sin previo aviso, transmitiéndose sólo los días sábados y domingos desde las 22:00 hasta las 6:00, ocupando el horario de Nick at Nite en los fines de semana. 
La programación del bloque estaba compuesta por caricaturas clásicas de Nickelodeon, llamadas Nicktoons. La mayoría de los Nicktoons creados entre 1991 y 2001 se emitieron en el bloque, a excepción Oh Yeah! Cartoons, La Liga de La Acción, los dos Nicktoons de ese periodo aún vigentes en la época (Bob Esponja y Los Padrinos Mágicos), y de Doug (no influye el que Disney la haya comprado ya que Nickelodeon posee todos los derechos sobre su versión de la serie). Por otro lado, Los Renegados de Renford y Zona Tiza fueron promocionadas en el bloque, pero no fueron emitidas.
Su última emisión fue la madrugada del 5 de abril de 2010, siendo Invasor Zim su último programa emitido. A las 5:00, y al finalizar el bloque (empezando por Ginger), Nickelodeon iniciaría su programación con su nuevo logotipo. Al cambiar de logotipo, Nickelodeon sacó del aire el bloque y el bloque Nick at Nite pasaría a transmitir los fines de semana.
Algunas de las series que se transmitían en este bloque fueron luego transmitidas en el bloque Nick at Nite los fines de semana.
Nick@Nite fue eliminado de la programación de Nickelodeon Latinoamérica el 1 de enero de 2015, sin embargo, las series que se emitían dentro del bloque continuaron emitiéndose en sus respectivos horarios dentro de la programación regular de Nickelodeon.

## Publicidades
Las series eran promocionadas, emitiendo durante los comerciales del bloque, bumpers formados por la canción de apertura o de los créditos de las series (en inglés) con imágenes de episodios específicos de las mismas.
Una curiosidad en las publicidades de ¡Oye Arnold!, CatDog, Ren y Stimpy, Los Thornberrys y Rugrats es que los episodios usados eran los dos últimos de dichas series. El bumper de Los Thornberrys no usaba el tema de apertura de la serie, sino una canción usada en el último episodio de la misma (cuyas escenas aparecen en el bumper). El bumper de Monstruos de Verdad tampoco usaba el tema de apertura, sino que las escenas del bumper se acompañaban por efectos de sonido cómo gritos y risas de los personajes de la serie. No hubo ningún comercial de "La vida moderna de Rocko" en el bloque, a pesar de que esta serie si se transmitía. En cuanto a Zona Tiza  y Los Renegados de Renford, si emitieron bumpers de ambas series, pero, por razones desconocidas, no las transmitieron. Otra característica de este bloque, es que además de usar la música de apertura de algunas series, esta se escuchaba en inglés, incluyendo la presentación del nombre del programa, pese a que el bloque fue transmitido exclusivamente en Latinoamérica, aunque en la promo de Ginger, al final de la canción, se escucha el inserto "Ginger", que es el nombre de la serie en Latinoamérica, el cual es usado solo en el doblaje al español, aunque las series si fueron transmitidas en sus respectivos idiomas, español para Hispanoamérica y portugués para Brasil.
Aparte de los comerciales mencionados, existían otros bumpers del bloque que tenían sonidos, ruidos y risas de las series transmitidas. En dichas cortinillas, aparecían manchas naranjas que cobraban formas de manos, líneas y demás. Incluso hubo un bumper en el que se muestran personajes de todas las series promocionadas y clásicas de Nick.